# Памятник Тарасу Шевченко (Баку)
Памятник Тарасу Шевченко (азерб. Taras Şevçenkonun abidəsi) — памятник украинскому поэту и писателю Тарасу Шевченко, воздвигнутый в столице Азербайджана, городе Баку. Автором памятника является украинский скульптор Игорь Гречаник.

## История
Идея изготовления монумента принадлежит авторской группе под руководством украинского скульптора Игоря Гречаника. Этот бронзовый памятник отличается от множества других памятников Тарасу Шевченко, в частности советского времени. Авторы скульптуры отошли от традиционного изображения поэта и представили его молодым. Так Шевченко выглядел, когда писал свою книгу «Кобзарь» (первое издание вышло, когда ему было 26 лет), которая также была изображена на памятнике.
Площадь, на которой установлен памятник, была полностью реконструирована мэрией Баку по проекту бакинского архитектора Гончи Манафовой и главного архитектора города Баку Акифа Абдуллаева. Создание и доставку памятника в Баку полностью профинансировал меценат Сергей Бондарчук.
Монумент был торжественно открыт 30 июня 2008. В церемонии открытия принимали участие президент Азербайджана Ильхам Алиев и президент Украины Виктор Ющенко.

## Описание
Памятник выполнен из бронзы высотой 3,5 метра. Тарас Шевченко, запечатлён молодым и передающим людям своё произведение — «Кобзарь», — озарённый крылом божьего дара вдохновения, духовного взлёта. Здесь он выступает как «пророк украинского народа, который дал людям слово правды». С обратной стороны памятник напоминает дерево иву с корнями — олицетворение Украины и народного корня, источников Тараса Шевченко.

## Галерея